# ۱۴۱۴ (قمری)
۱۴۱۴ (قمری)، هزار و چهارصد و چهاردهمین سال در گاهشماری هجری قمری است. اول محرم این سال برابر با بیست و یکم ژوئن سال ۱۹۹۳ میلادی است.

## زادگان
- صالح خالد الشهری
- نیرمین محسن

## درگذشتگان
- آلبرت حورانی
- باروخ گلدشتاین
- سید عبدالاعلی سبزواری
- قاصدی مرباح
- سید محمدرضا گلپایگانی